# Vojtěch Krňanský
Vojtěch Krňanský (* 1. ledna 1989 Pardubice) je český politik, od října 2018 zastupitel a od listopadu 2018 starosta města Chrast, od roku 2019 místopředseda Mikroregionu Chrudimsko, bývalý člen hnutí ANO 2011. Ve sněmovních volbách v roce 2025 se stal lídrem strany Motoristé sobě v Pardubickém kraji.

## Život
Po absolvování Střední průmyslové školy automobilní v Holicích (maturoval v roce 2008) vystudoval Vysokou školu podnikání a práva v Ostravě (získal titul Ing.). Během svého dálkového studia na vysoké škole pracoval ve skupině Unipetrol, konktrétně ve společnosti Paramo. Od roku 2014 působil na pozici Vedoucí prodeje divize Automotive, kde byl až do května 2018.
Dlouhodobě se věnuje otázce boje s tzv. šmejdy a podpoře seniorů, od roku 2019 se aktivně podílí na pořádání kulturně osvětových akcích pro seniory, které se věnují právě této problematice. Je též aktivním dobrovolným hasičem v jednotce sboru dobrovolných hasičů Chrast jako strojník a je držitelem kurzu Strojník-S40.
Vojtěch Krňanský je ženatý a s manželkou Veronikou má dva syny.

## Politické působení
Ve volbách do zastupitelstev obcí v Česku v roce 2018 dosáhlo hnutí ANO výsledku 20,38 % a získalo tři mandáty. Vojtěch Krňanský kandidoval z pozice člena hnutí a lídra jeho kandidátní listiny, byl zvolen zastupitelem města a 5. listopadu 2018 byl navíc zvolen do funkce starosty města Chrast. Dne 10. ledna 2019 byl zvolen do funkce místopředsedy Mikroregionu Chrudimsko.
V dubnu 2021 se na vlastní žádost z neznámých důvodů setkal s prezidentem Milošem Zemanem. Krátce poté ukončil své členství v hnutí ANO.
V komunálních volbách v roce 2022 obhájil mandát zastupitele města z pozice nestraníka a lídra kandidátní listiny subjektu NAŠE CHRAST (subjekt získal přes 40 % hlasů). Po volbách byl navíc opět zvolen starostou města. V roce 2023 zástupci Pirátů Krňanského obvinili z údajného prodeje bytům jeho známým pod cenou, přičemž případem se začala zabývat Generální inspekce bezpečnostních sborů. Krňanský veškerá obvinění odmítl a obvinění ze strany Pirátů přičítal snaze o zviditelnění po jejich neúspěchu ve volbách.
V krajských volbách v roce 2024 kandidoval jako nominant strany Společně pro kraj (SproK) na 22. místě kandidátní listiny subjektu 3PK - Pro prosperující Pardubický kraj (tj. SOCDEM, SproK a Východočeši). Zastupitelem kraje zvolen nebyl, stal se 11. náhradníkem. Během voleb přitom vyšlo najevo, že Krňanský rozeslal obyvatelům města Chrast zprávu, ve kterých je žádal o to, aby mu ve volbách udělili preferenční hlas. Není přitom jasné, kde získal na obyvatele města kontakt.
Ve sněmovních volbách v roce 2025 je lídrem kandidátní listiny strany Motoristé sobě v Pardubickém kraji.